# A texasi láncfűrészes mészárlás 2. – Halálbarlang
A texasi láncfűrészes mészárlás 2. – Halálbarlang (más néven A texasi láncfűrészes mészárlás 2., eredeti cím: The Texas Chainsaw Massacre 2) 1986-ban bemutatott amerikai horror-filmvígjáték, amelyet Tobe Hooper rendezett. A film a szintén Hooper által rendezett és írt A texasi láncfűrészes mészárlás folytatásaként és egyben paródiájaként szolgál. Forgatókönyvírója L. M. Kit Carson, producerei Carson, Yoram Globus, Menahem Golan és Hooper voltak. A főszerepben Dennis Hopper, Caroline Williams, Bill Johnson, Bill Moseley és Jim Siedow látható.
A film 1986. augusztus 22-én jelent meg.
A film folytatását, a Bőrpofa – A texasi láncfűrészes mészárlás folytatódik 3.-at 1990-ben mutatták be.

## Rövid történet
Egy rádiós műsorvezető a kannibál család áldozatává válik, miközben egy volt texasi rendőrbíró vadászik rájuk.

## Szereplők
| Színész           | Szerep                        | Magyar hang            |
| ----------------- | ----------------------------- | ---------------------- |
| Dennis Hopper     | Boude "Lefty" Enright hadnagy | Perlaki István         |
| Caroline Williams | Vanita "Stretch" Brock        | Menszátor Magdolna     |
| Jim Siedow        | Drayton Sawyer                | Matus György           |
| Bill Moseley      | "Chop Top" Sawyer             | Rosta Sándor           |
| Tom Morga         | Bőrpofa                       | –                      |
| Bill Johnson      | Bőrpofa                       | –                      |
| Ken Evert         | Sawyer nagypapa               |                        |
| Harlan Jordan     | Járőr                         |                        |
| Kirk Sisco        | Nyomozó                       | Sinkovits-Vitay András |
| James N. Harrell  | CutRite-igazgató              |                        |
| Lou Perryman      | L.G. McPeters                 | Várkonyi András        |
| Barry Kinyon      | Buzz                          | Bolba Tamás            |
| Chris Douridas    | Rick                          | Incze József           |
| Kinky Friedman    | Műsorvezető (cameo)           |                        |
| Dan Jenkins       | TV-kommentátor (cameo)        |                        |
| Joe Bob Briggs    | Férfi a moziban (cameo)       |                        |

## Filmzene
1. The Lords of the New Church: "Good to Be Bad" – 4:42
2. The Cramps: "Goo Goo Muck" – 3:02
3. Concrete Blonde: "Haunted Head" – 2:48
4. Timbuk3: "Life Is Hard" – 4:06
5. Torch Song: "White Night" – 3:42
6. Stewart Copeland: "Strange Things Happen" – 2:58
7. Concrete Blonde: "Over Your Shoulder" – 3:20
8. Timbuk3: "Shame on You" – 4:48
9. The Lords of the New Church: "Mind Warp" – 3:42
10. Oingo Boingo: "No One Lives Forever" – 4:08

Roky Erickson "Crazy Crazy Crazy Mama" című számát felhasználták a filmben, de nem került fel a filmzenei albumra.

## Megjelenés
A filmet a Cannon Films 1986 augusztusában mutatta be az Egyesült Államokban. A hazai jegypénztáraknál 8 025 872 dolláros bevételt hozott.
Miután az Egyesült Államokban beadták az MPAA-nak, a film "X" besorolást kapott, ami arra késztette a filmkészítőket, hogy kiadják a filmet vágatlan változatban is.

## Folytatás
A film hivatalos folytatása a Bőrpofa – A texasi láncfűrészes mészárlás folytatódik 3. volt, de 1998-ban Tobe Hooper fia, William Hooper elkezdett dolgozni az All American Massacre című rövidfilmen, amely egyaránt folytatása és előzménye a Texasi láncfűrészes mészárlás 2. részének. Hooper 2000-ben megfogyatkozott az utómunkálatokra szánt pénzből, és a filmet soha nem fejezték be és nem adták ki, bár a 2000-es évek elején kiszivárgott az interneten az előzetes.